# Piz Chavalatsch
Le Piz Chavalatsch (en italien : Monte Cavallaccio) est un sommet des Alpes, situé à la frontière entre l'Italie et la Suisse. Il culmine à 2 762 ou 2 764 m d'altitude. Il s'agit du point le plus oriental de la Suisse.
Du sommet, on dispose d'une vue panoramique, entre autres, sur le val Müstair et sur le massif de l'Ortles. À 60 mètres au sud de la croix située au sommet se trouve une ancienne cabane des douaniers italiens, servant désormais de relais à des radioamateurs.

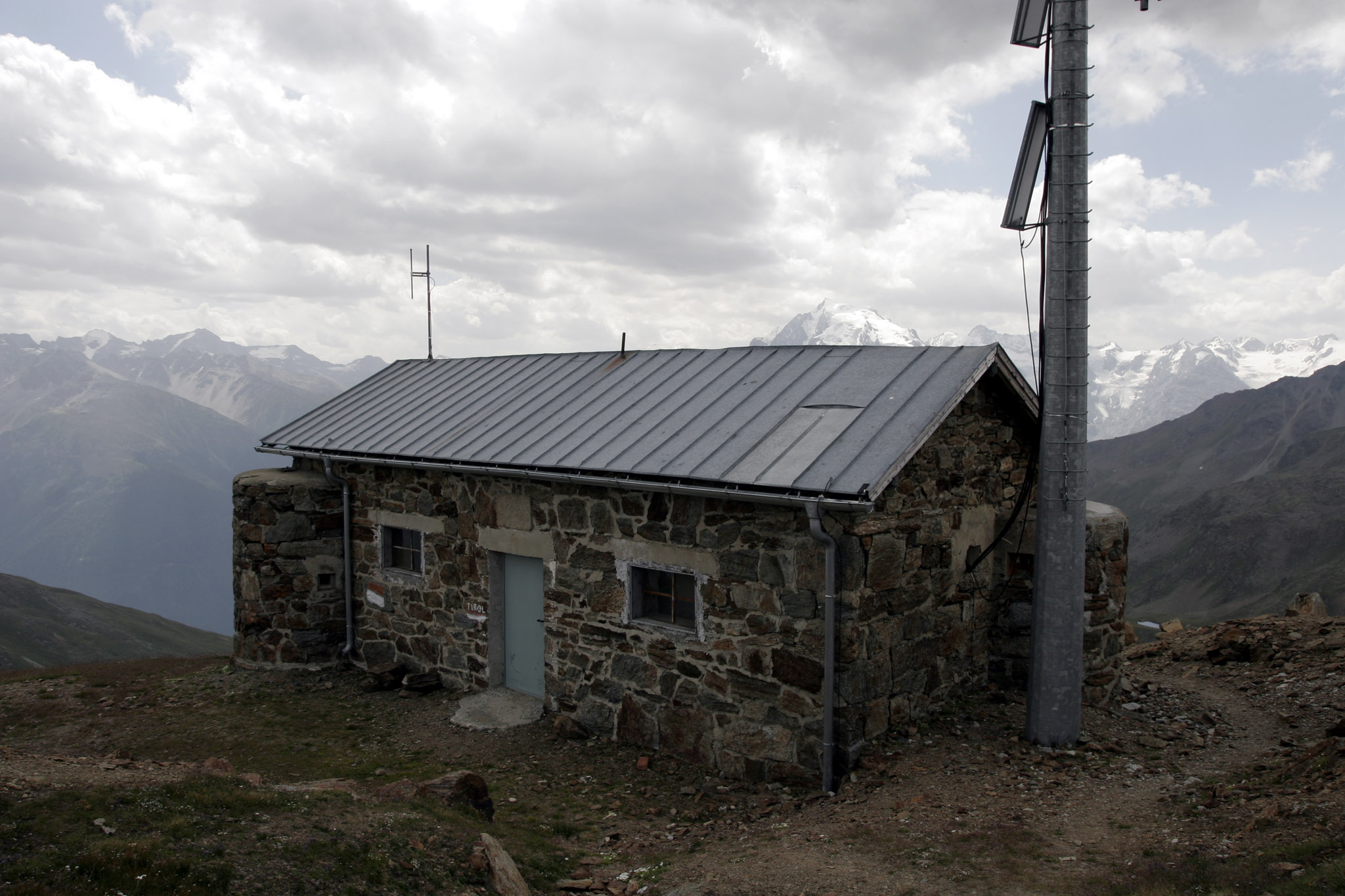
Ancienne cabane des douaniers italiens.

### Sources et bibliographie
- Oscar Bär, Géographie de la Suisse, Vevey, Éditions Delta, 1976 [détail des éditions]

- (de) Cet article est partiellement ou en totalité issu de l’article de Wikipédia en allemand intitulé « Piz Chavalatsch » (voir la liste des auteurs).